# Most krále Faisála (Fallúdža)
Most krále Faisála, též někdy znám jako Železný most (arabsky جسر حديدي‎)  je příhradový silniční most, který se nachází v iráckém městě Fallúdža. Překonává řeku Eufrat v centru města.

## Popis
Most vede západo-východním směrem. Jeho délka je 270 metrů.
Tvoří jej celkem pět polí, posazen je na čtyřech pilířích. Mostní příhradová konstrukce má nápadnou tyrkysovou barvu.
Most je relativně úzký; umožňuje provoz jen v jediném jízdním pruhu v jednom směru. Chodníky se nachází po obou stranách.

## Dopravní využití
Most spojuje hlavní třídu ve Fallúdži se západním břehem řeky a s Hlavní nemocnicí. Tranzitní doprava je nicméně vedena po modernějším mostu, který vznikl dále po proudu řeky jižněji od středu města. 

## Historie
Most byl vybudován v roce 1932 v době existence irácké monarchie. Pojmenován byl podle tehdejšího krále Faisála. Ten jej také tehdy slavnostně otevíral. Do té doby se zde nacházely pouze dřevěné mosty. V této době nestál pevný (kamenný nebo ocelový) most ani v dnešní irácké metropoli Bagdádu a Fallúdža tak byla jedním z prvních most, kde byl Eufrat překonán. Důvodem pro jeho výstavbu bylo zřízení automobilové nákladní dopravy do Damašku a dosavadní dřevěné mosty nedostačovaly.
V roce 2004 byli na mostě pověšena těla čtyř pracovníků americké bezpečnostní agentury. Pro zajištění bezpečnosti byl po incidentu přístup na most z obou stran strážen jednotkami irácké policie.
Roku 2015 byl ozbrojenci na mostě oběšen irácký voják.
Most byl poškozen ozbrojenci ISIL v druhé dekádě 21. století. Strženo bylo jedno mostní pole a zbytek byl zaminován. Učinili tak v obavě, že by přes most pronikla do města irácká armáda. Obnovu stavby v hodnotě 1,3 milionu USD realizovala irácká vláda spolu s OSN a na projekt dohlíželi zástupci z Nizozemska. Nizozemsko také finančně podpořilo obnovu stavby. Práce musely být přerušeny částečně kvůli nalezeným improvizovaným výbušným zařízením.